# The Loneliness of the Long Distance Runner (film)
The Loneliness of the Long Distance Runner is een Britse dramafilm uit 1962 onder regie van Tony Richardson. Het scenario is gebaseerd op de gelijknamige novelle uit 1959 van de Britse auteur Alan Sillitoe.  Destijds werd de film uitgebracht onder de titel Colin S., achttien jaar.

## Verhaal
Wanneer jeugddelinquent Colin Smith wordt betrapt bij een overval, stuurt men hem naar de tuchtschool. Daar blijkt dat hij een talent heeft voor hardlopen. Als de schooldirecteur dat opmerkt, wil hij met Colin een loopwedstrijd winnen. Tijdens zijn harde training bezint Colin zich over zijn leven.

## Rolverdeling
| Acteur           | Personage                   |
| ---------------- | --------------------------- |
| Tom Courtenay    | Colin Smith                 |
| Michael Redgrave | Directeur van Ruxton Towers |
| Avis Bunnage     | Mrs. Smith                  |
| Alec McCowen     | Brown                       |
| James Bolam      | Mike                        |
| Joe Robinson     | Roach                       |
| Dervis Ward      | Detective                   |
| Topsy Jane       | Audrey                      |
| Julia Foster     | Gladys                      |